# Dolby Stereo Spectral Recording
Il Dolby Stereo Spectral Recording, spesso abbreviato in Dolby Stereo SR, è uno standard proprietario di audio multicanale sviluppato dalla Dolby Laboratories (detentrice anche dei diritti di utilizzo) per la distribuzione di film su pellicola 35 mm, il supporto cinematografico storicamente più utilizzato per la distribuzione di film nelle sale cinematografiche. In particolare il Dolby Stereo Spectral Recording è un'evoluzione retrocompatibile del Dolby Stereo e, analogamente al Dolby Stereo, la sua caratteristica principale, che ne ha decretato un vastissimo successo tanto da renderlo ancora oggi uno standard de facto per la pellicola 35 mm, è che si presenta come audio stereofonico.
Il Dolby Stereo Spectral Recording è anche un encoder audio e un decoder audio sviluppati dalla Dolby Laboratories rispettivamente per la codifica e la decodifica dell'audio Dolby Stereo Spectral Recording. Il primo è utilizzato nella produzione dell'audio Dolby Stereo Spectral Recording, il secondo nella riproduzione dell'audio Dolby Stereo Spectral Recording (ad esempio nelle sale cinematografiche predisposte per la riproduzione dell'audio Dolby Stereo Spectral Recording).
Il Dolby Stereo Spectral Recording è stato utilizzato a partire dal 1987 in sostituzione del Dolby Stereo.

## Caratteristiche dell'audio Dolby Stereo SR
L'audio Dolby Stereo SR prevede tre diverse configurazioni di canali audio, due a tre canali audio e una a quattro:
| Canali audio                                                              | Simbolo grafico |
| ------------------------------------------------------------------------- | --------------- |
| - anteriore sinistro - anteriore centrale - anteriore destro              |                 |
| - anteriore sinistro - anteriore destro - posteriore                      |                 |
| - anteriore sinistro - anteriore centrale - anteriore destro - posteriore |                 |

Anche se sono possibili tre diverse configurazioni di canali audio, normalmente la configurazione utilizzata è quella che prevede il massimo numero di canali audio, cioè quella a quattro canali audio. 
L'audio Dolby Stereo SR è implementato codificando i canali anteriore centrale e posteriore (quando presenti) nei canali anteriore sinistro e anteriore destro mantenendo riproducibili questi ultimi come canali stereofonici. L'audio Dolby Stereo SR si presenta infatti come audio stereofonico riproducibile come audio Dolby Stereo SR attraverso l'apposito decoder oppure, nell'eventualità che non si disponga di tale decoder, riproducibile come audio stereofonico o anche monofonico visto che a sua volta l'audio stereofonico è riproducibile come audio monofonico.
L'audio Dolby Stereo SR prevede le medesime configurazione di canali dell'audio Dolby Stereo. La principale differenza con l'audio Dolby Stereo risiede nell'utilizzo in fase di codifica del più recente ed evoluto Dolby SR in sostituzione del Dolby A, rispetto al quale il Dolby SR fornisce una maggiore gamma dinamica e un migliore rapporto segnale/rumore.

## Audio Dolby Stereo SR sulla pellicola 35 mm

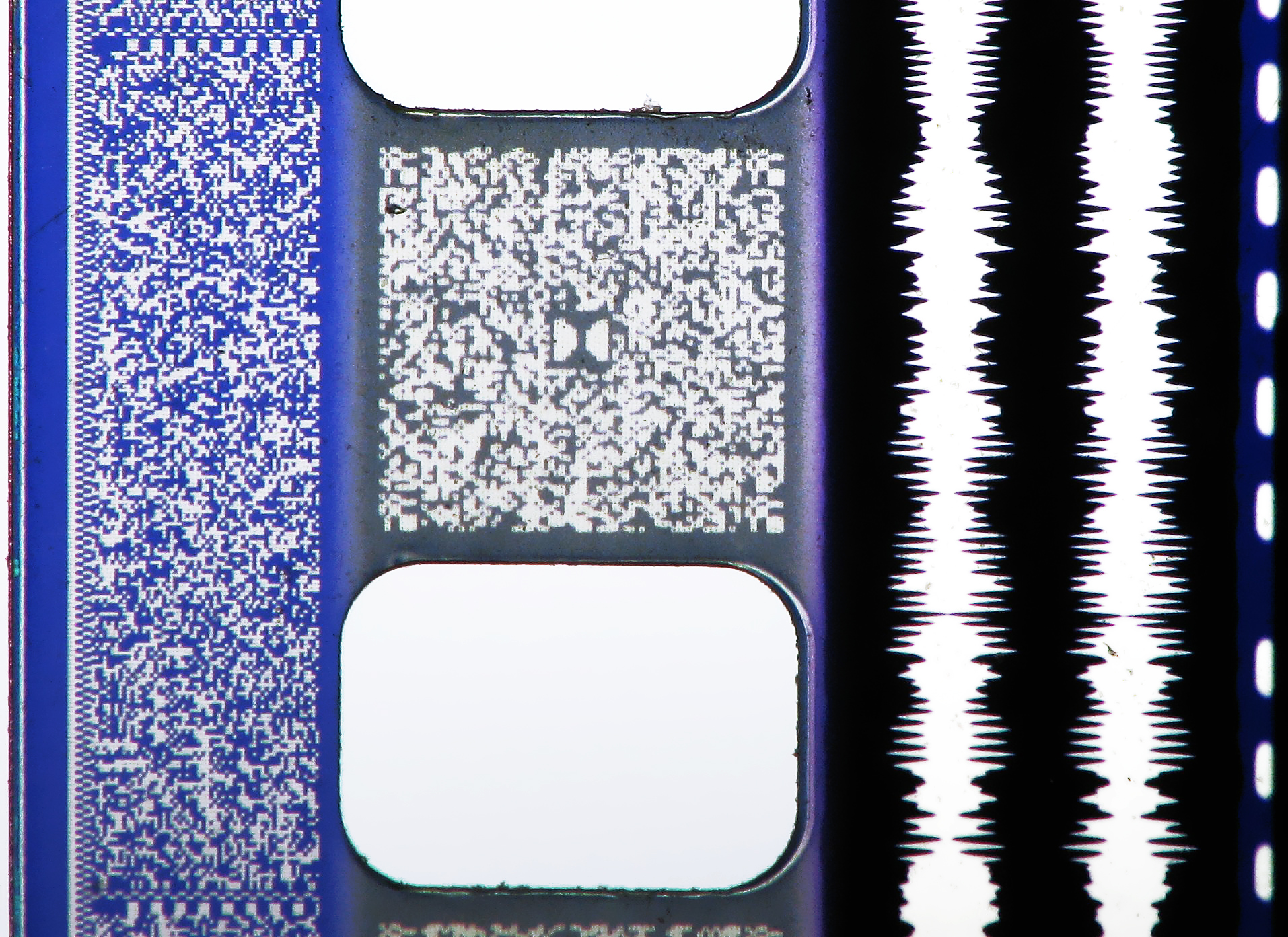
Porzione di una pellicola cinematografica 35 mm

A differenza di altri standard audio per la pellicola cinematografica che prevedono per l'audio un supporto di memorizzazione apposito, l'audio Dolby Stereo SR viene inciso sulla pellicola 35 mm su cui sono incise anche le immagini. Questa caratteristica è un'altra delle caratteristiche che ha favorito il successo del Dolby Stereo SR e del suo predecessore Dolby Stereo il quale presenta la medesima caratteristica. Prima del Dolby Stereo SR e del Dolby Stereo infatti, negli anni '50 del XX secolo, sono stati sviluppati standard di audio multicanale per la pellicola cinematografica che prevedevano un supporto di memorizzazione apposito, separato dalla pellicola cinematografica. Tali standard però non ebbero successo e furono abbandonati a causa degli elevati costi di produzione, manutenzione e gestione.
La posizione in cui viene inciso l'audio Dolby Stereo SR sulla pellicola 35 mm è la stessa in cui precedentemente veniva inciso l'audio Dolby Stereo e ancora prima l'audio stereofonico e monofonico (che anche oggi possono essere incisi): tra i fotogrammi al centro della pellicola e i fori di trascinamento della stessa posizionati sulla sinistra. La forma è sempre la medesima, quella analogica, come anche la tecnica di incisione, di tipo ottico. Nell'immagine a lato che mostra l'ingrandimento di una porzione di pellicola cinematografica 35 mm, l'audio Dolby Stereo SR è rappresentato dalle due strisce verticali dentellate di colore chiaro posizionate a destra dei fori di trascinamento della pellicola. Le due strisce verticali rappresentano i due canali audio stereofonici in cui sono codificati i canali audio dell'audio Dolby Stereo SR. 
Oggi per la distribuzione di film su pellicola 35 mm sono stati sviluppati nuovi standard audio più evoluti del Dolby Stereo SR: il Dolby Digital, il DTS e l'SDDS. Ciò nonostante, il Dolby Stereo SR continua ad essere utilizzato. Oggi una pellicola 35 mm può infatti presentare fino a quattro sonori, ognuno dei quali in un diverso standard audio: uno analogico, il Dolby Stereo SR (eventualmente in alternativa il Dolby Stereo o anche la semplice stereofonia o monofonia), e tre digitali, il Dolby Digital, il DTS e l'SDDS. Anche se tale possibilità potrebbe essere utilizzata per avere la colonna sonora in lingue diverse, normalmente la colonna sonora è la medesima: il Dolby Stereo SR è presente per le sale cinematografiche attrezzate esclusivamente per la riproduzione dell'audio Dolby Stereo SR (o dell'audio Dolby Stereo, streofonico, monofonico, visto che l'audio Dolby Stereo SR è retrocompatibile con tali standard audio) e non anche dei nuovi standard audio digitali, mentre la presenza del Dolby Digital, del DTS e dell'SDDS è il risultato della concorrenza fra tre diverse aziende sviluppatrici di tecnologie audio per il cinema. 
L'audio Dolby Stereo SR viene inoltre utilizzato come "audio d'emergenza" nel caso ci siano dei problemi nella lettura dell'audio Dolby Digital. I decoder/processori Dolby Digital utilizzati nelle sale cinematografiche sono infatti in grado di decodificare anche l'audio Dolby Stereo SR e in caso ci siano problemi di lettura dell'audio Dolby Digital sono predisposti per passare in modo automatico all'audio Dolby Stereo SR senza che sia necessario interrompere la proiezione del film.

## Storia
Il primo film con audio Dolby Stereo SR, RoboCop, è stato distribuito nelle sale cinematografiche statunitensi il 17 luglio 1987. Il primo film con audio Dolby Stereo SR distribuito in Italia è stato invece Rattle and Hum, distribuito nella versione originale inglese. Il primo film distribuito in Italia con audio Dolby Stereo SR in italiano, secondo film distribuito in Italia con audio Dolby Stereo SR dopo Rattle and Hum, è stato invece Black Rain - Pioggia sporca.